# Арменский район
Арменский район — административно-территориальная единица в составе Костромской губернии и Ивановской Промышленной области РСФСР, существовавшая в 1928—1929 годах.
Арменский район образован в 1928 году в ходе районирования Костромской губернии. В его состав вошла территория бывших Арменской и Сараевской волостей Нерехтского уезда, а также Владычинского, Горковского, Кунестинского и Спасского сельсоветов Сидоровской волости того же уезда.
В 1929 году с ликвидацией Костромской губернии Арменский район вошёл в состав Костромского округа Ивановской Промышленной области. В том же году Арменский район был упразднён, а его территория разделена между Нерехтским районом Костромского округа и Середским районом Шуйского округа.